# Nectriopsis hyperbiota
Nectriopsis hyperbiota är en svampart som beskrevs av Samuels 1988. Nectriopsis hyperbiota ingår i släktet Nectriopsis och familjen Bionectriaceae.   Inga underarter finns listade i Catalogue of Life.